# All I Ever Wanted (álbum)
All I Ever Wanted es el cuarto álbum de estudio por la cantautora estadounidense de pop rock, Kelly Clarkson, lanzado el 6 de marzo de 2009 en Australia y Alemania, el 9 de marzo de 2009 en el Reino Unido y Nueva Zelanda, 10 de marzo de 2009 en Canadá, México y los Estados Unidos, y 13 de marzo de 2009 en Italia. Fue su segundo álbum que debutó en la posición número uno de Billboard 200. 
Masquerade fue el título original para el álbum pero fue cambiado a All I Ever Wanted porque Clarkson sintió que actualmente había álbumes con temas similares en las tablas de popularidad, como Circus de Britney Spears y Funhouse de Pink. Según Nielsen SoundScan, hasta marzo de 2013, el álbum vendió 966 000 copias en los Estados Unidos.

## Información del álbum
Clarkson trabajó con el productor y vocalista de OneRepublic, Ryan Tedder. Tedder le dijo a Digital Spy que el álbum contiene "coros grandes" y "programación pesada de batería", y dijo que las canciones fueron influidas por la banda Garbage, y una canción, "Save You", contiene un puente experimental inspirado por Mozart. Kelly también dijo en una entrevista con PopEater que una canción coescrita con Tedder, "If I Can't Have You" es "como Eurythmics se encuentra con The Killers" y describe que la canción "Cry" como "un vals" diciendo que fue muy influido por la música country y la llamó la canción más personal del álbum, agregando que trata sobre la traición. Ryan Tedder canta los vocales de fondo en la canción "Already Gone".
"I Do Not Hook Up" y "Long Shot" fueron originalmente grabadas por Katy Perry para su álbum sin lanzar, (A) Katy Perry, y "Whyyawannabringmedown" y "All I Ever Wanter" fueron escritas por Sam Watters (formalmente de la banda Color Me Badd), Louis Biancaniello, y la banda Aranda, donde se grabaron los demos originales. Watters y Biancaniello también produjeron "I Want You"y la canción extra "The Day We Fell Apart.""Save You" es un demo del grupo desintegrado de Boston, Gone 'Til November, enfrentada por la cantautora Aimée Proal, quien también coescribió con Ryan Tedder. "If No One Will Listen" es una cubierta del álbum del 2004 Fearless de Keri Noble.

## Sencillos
"My Life Would Suck Without You"

El primer sencillo del álbum, "My Life Would Suck Without You", fue transmitido digitalmente a estaciones de radio el 13 de enero de 2009 a las 6:00 p. m. tiempo del Este (UTC-4) para que se reproduciera inmediatamente. El 28 de enero de 2009, Billboard anunció que el sencillo fue de la posición #97 a la posición #1 en el Billboard Hot 100, haciendo el brinco más grande a la posición #1 en la historia de la tabla de popularidad.
"I Do Not Hook Up"
"I Do Not Hook Up" es el segundo sencillo del álbum. Fue lanzado a la radio en Australia y EE. UU el 30 de marzo de 2009 y el 14 de abril de 2009 respectivamente. El video musical fue dirigido por Bryan Barber y fue grabado en marzo del 2009. Fue lanzado en MTV el 20 de abril de 2009 pero fue subido al internet el 18 del mismo mes. Fue lanzado el 1 de junio de 2009 en el Reino Unido.
"Already Gone"
Kelly Clarkson confirmó en una entrevista para E!News el 20 de junio que éste sería el tercer sencillo del disco y agregó que ya rodó el video para el sencillo. Fue dirigido por Joseph Kahn, además, agregó que sería un video "muy glamuroso" cosa que también dijo en entrevistas para MTV News y a varias estaciones de radio canadienses, no anunció fecha de lanzamiento. Dos días antes el 20 de junio Joseph reveló en el Twitter "Hoy rodé un video para Kelly, ella me enloquece, de todos modos es una chica de Texas, es increíble".
"All I Ever Wanted"
"All I Ever Wanted" fue el cuarto sencillo y último internacionalmente del álbum. No tuvo mayor éxito comercial y no se filmó ningún tipo de video musical para comercializarlo. Fue vendido vía iTunes.
"Cry"
"Cry" fue el último sencillo de All I Ever Wanted y fue lanzado exclusivamente en Australia. Al igual que el sencillo pasado, no se filmó ningún video musical y fue vendido simplemente en iTunes.

### Otras canciones
- Con el lanzamiento del álbum y ventas digitales fuertes, la canción "Already Gone"debutó en el Billboard Hot 100 en la posición número 70.[16]

- La canción "Don't Let Me Stop You" es reproducida en tiendas HMV por todo Canadá como promoción al CD.

- Las canciones "Don't Let Me Stop You", "If I Can't Have You" y "Already Gone", fueron reproducidas en 3 episodios diferentes de la quinta temporada de la serie estadounidense "The Hills" Transmitida por MTV.

## Recepción crítica
- Houston Chronicle dijo: "Perfección Pop."

- En Metacritic, cual asigna una calificación normal basada en 100 revisiones de críticos principales, le dio al álbum una calificación promedia de 70, basada en 15 revisiones.[17]

- Los Angeles Times dijo que "All I Ever Wanted es una reconciliación magistral con el público, lleno con canciones alegres que roban los oídos, con producción inventiva, vocales estimulantes y suficiente Kelly-ness para poner a un lado los miedos que sus jefes de su disquera que le implantaron electrodos rubios para hacer que se comportara.

- Entertainment Weekly dijo que "Ella trata todo, co-escribir seis de 14 canciones de All I Ever Wanted-- y ella raramente se tropieza."

- The New York Times dijo que "Las partes más inmediatas de All I Ever Wanted se leen como karaoke de Kelly Clarkson: de espaldas están los escritores suecos y productores y sus arreglos guiados por láser, con dinámicas que son particularmente bien hechas para su voz, ancha y fuerte."

- Allmusic Guide dijo que "Esto es un talento raro y que aunque no sea perfecto, en gran parte debido a esas melodías tristes de Tedder, la mayoría de All I Ever Wanted hace justicia a las habilidades de Clarkson.

- PopMatters dijo que "Aunque All I Ever Wanted no es un álbum de pop clásico, sigue siendo uno divertido--con todo y debilidades.

- Hartford Courant dijo que "Las buenas canciones son excelentes, pero los lugares vacíos de las otras canciones oscurece la personalidad valiente que hizo a Clarkson llegar a primer lugar."

## Listado de canciones
• Edición estándar

| N.º | Título                           | Escritor(es)                                     | Productor (es)                  | Duración |  |
| 1.  | «My Life Would Suck Without You» | Lukasz Gottwald, Claude Kelly, Max Martin        | Dr. Luke                        | 3:32     |  |
| 2.  | «I Do Not Hook Up»               | Katy Perry, Kara DioGuardi, Greg Wells           | Howard Benson                   | 3:20     |  |
| 3.  | «Cry»                            | Kelly Clarkson, Jason Halbert, Mark Lee Townsend | Benson                          | 3:34     |  |
| 4.  | «Don't Let Me Stop You»          | Andreas Romdhane, Josef Larossi, Kelly Clarkson  | Benson                          | 3:20     |  |
| 5.  | «All I Ever Wanted»              | Sam Watters, Louis Biancaniello, Dameon Aranda   | Louis Biancaniello, Sam Watters | 3:59     |  |
| 6.  | «Already Gone»                   | Clarkson, Ryan Tedder                            | Ryan Tedder                     | 4:41     |  |
| 7.  | «If I Can't Have You»            | Clarkson, Tedder                                 | Tedder                          | 3:39     |  |
| 8.  | «Save You»                       | Tedder, Aimée Proal                              | Tedder                          | 4:03     |  |
| 9.  | «Whyyawannabringmedown»          | Watters, Biancaniello, Aranda                    | Biancaniello, Watters           | 2:42     |  |
| 10. | «Long Shot»                      | Perry Glen Ballard Matt Thiessen                 | Benson                          | 3:36     |  |
| 11. | «Impossible»                     | Clarkson, Tedder                                 | Tedder                          | 3:23     |  |
| 12. | «Ready»                          | Clarkson, Aben Eubanks, Halbert                  | Benson                          | 3:05     |  |
| 13. | «I Want You»                     | Clarkson, Joakim Åhlund                          | Biancaniello, Watters           | 3:31     |  |
| 14. | «If No One Will Listen»          | Keri Noble                                       | Clarkson                        | 4:03     |  |

| • Edición Japonesa (bonus track) |                  |                                      |               |          |  |
| N.º                              | Título           | Escritor(es)                         | Productor(es) | Duración |  |
| 15.                              | «Can We Go Back» | Shanna Crooks, Andy Dodd, Adam Watts | Tedder        | 2:52     |  |

| • Edición de lujo (bonus tracks) |                         |                                                                                   |                           |          |  |
| N.º                              | Título                  | Escritor(es)                                                                      | Productor(es)             | Duración |  |
| 15.                              | «Tip Of My Tongue»      | Clarkson, Tedder                                                                  | Tedder                    | 4:18     |  |
| 16.                              | «The Day We Fell Apart» | Watters, Biancaniello, Andre Harris, Vidal Davis, Harry Zelnick, Alexander Chiger | Andre Harris, Vidal Davis | 4:03     |  |

| Edición de lujo (DVD) |                                                |                              |          |  |
| N.º                   | Título                                         | Director (es)                | Duración |  |
| 1.                    | «Making The Video»                             | Rob Swanson                  | 7:35     |  |
| 2.                    | «Making The Album»                             | Glenn Sweitzer, John Logsdon | 6:46     |  |
| 3.                    | «My Life Would Suck Without You» (Music Video) | Wayne Isham                  | 3:33     |  |
| 4.                    | «Photo Gallery»                                | Mike Ruiz                    | 3:00     |  |

## Historia de lanzamiento
| Región                | Fecha               |
| --------------------- | ------------------- |
| Alemania              | 6 de marzo de 2009  |
| Chile                 | 6 de marzo de 2009  |
| Reino Unido           | 9 de marzo de 2009  |
| Hong Kong             | 9 de marzo de 2009  |
| Polonia               | 9 de marzo de 2009  |
| Nueva Zelanda         | 9 de marzo de 2009  |
| Canadá                | 10 de marzo de 2009 |
| México                | 10 de marzo de 2009 |
| Países Bajos          | 10 de marzo de 2009 |
| Estados Unidos        | 10 de marzo de 2009 |
| Filipinas             | 10 de marzo de 2009 |
| Taiwán                | 10 de marzo de 2009 |
| Brasil                |                     |
| Italia                | 13 de marzo de 2009 |
| Singapur              | 13 de marzo de 2009 |
| Japón                 | 25 de marzo de 2009 |
| Japón (Edición Delux) | 13 de mayo de 2009  |